# Пономарёв, Игорь Александрович (футболист)
Игорь Александрович Пономарёв (27 июня 1996, Краснодар, Россия) — российский футболист, защитник латвийского клуба «Ноа Юрмала».

## Биография
Воспитанник «Кубани». Выступал за краснодарцев в ФНЛ. После ликвидации команды стал выступать за «Урожай». Вновь вернулся в ФНЛ, где играл в «Армавире».
В апреле 2021 года в качестве свободного агента перешел в клуб  латвийской высшей лиги «Ноа Юрмала». Дебютировал 9 мая в поединке с «Валмиерой» (0:2).